# Distretti urbani e rurali del Galles nel 1973
Questa è una lista di borghi municipali (municipal boroughs), di distretti urbani (urban districts) e di distretti rurali (rural districts) nel Galles, immediatamente precedente all'approvazione della legge sul governo locale del 1972 (Local Government Act 1972). Il numero dei distretti si ridusse gradualmente dalla loro costituzione del 1894 verso un consolidamento certo. A parte queste suddette suddivisioni, il Galles ha anche quattro città borghi di contea (county boroughs), Cardiff, Swansea, Newport e Merthyr Tydfil.  

## Anglesey
| Distretto                   | Ripartizione Successiva |
| --------------------------- | ----------------------- |
| Aethwy Rural District       | Anglesey                |
| Amlwch Urban District       | Anglesey                |
| Beaumaris Borough           | Anglesey                |
| Holyhead Urban District     | Anglesey                |
| Llangefni Urban District    | Anglesey                |
| Menai Bridge Urban District | Anglesey                |
| Twrcelyn Rural District     | Anglesey                |
| Valley Rural District       | Anglesey                |

## Brecon (Brecknockshire)
| Distretto                          | Ripartizione Successiva                 |
| ---------------------------------- | --------------------------------------- |
| Brecknock Rural District           | Brecknock                               |
| Brecon Borough                     | Brecknock                               |
| Brynmawr Urban District            | Blaenau Gwent                           |
| Builth Wells Rural District        | Brecknock                               |
| Builth Wells Urban District        | Brecknock                               |
| Crickhowell Rural District         | Blaenau Gwent, Brecknock                |
| Hay Rural District                 | Brecknock                               |
| Hay Urban District                 | Brecknock                               |
| Llanwrtyd Wells Urban District     | Brecknock                               |
| Vaynor and Penderyn Rural District | Merthyr Tydfil, Brecknock, Cynon Valley |
| Ystradgynlais Rural District       | Brecknock                               |

## Caernarvonshire
| Distretto                     | Ripartizione Successiva |
| ----------------------------- | ----------------------- |
| Bangor Borough                | Arfon                   |
| Bethesda Urban District       | Arfon                   |
| Betws-y-Coed Urban District   | Aberconwy               |
| Caernarfon Royal Borough      | Arfon                   |
| Conwy Borough                 | Aberconwy               |
| Criccieth Urban District      | Dwyfor                  |
| Gwyrfai Rural District        | Arfon, Dwyfor           |
| Llandudno Urban District      | Aberconwy               |
| Llanfairfechan Urban District | Aberconwy               |
| Lleyn Rural District          | Dwyfor                  |
| Nant Conway Rural District    | Aberconwy               |
| Ogwen Rural District          | Arfon                   |
| Penmaenmawr Urban District    | Aberconwy               |
| Porthmadog Urban District     | Dwyfor                  |
| Pwllheli Borough              | Dwyfor                  |

## Cardiganshire
| Distretto                  | Ripartizione Successiva |
| -------------------------- | ----------------------- |
| Aberaeron Rural District   | Ceredigion              |
| Aberaeron Urban District   | Ceredigion              |
| Aberystwyth Borough        | Ceredigion              |
| Aberystwyth Rural District | Ceredigion              |
| Cardigan Borough           | Ceredigion              |
| Lampeter Borough           | Ceredigion              |
| New Quay Urban District    | Ceredigion              |
| Teifiside Rural District   | Ceredigion              |
| Tregaron Rural District    | Ceredigion              |

## Carmarthenshire
| Distretto                      | Ripartizione Successiva |
| ------------------------------ | ----------------------- |
| Ammanford Urban District       | Dinefwr                 |
| Burry Port Urban District      | Llanelli                |
| Carmarthen Borough             | Carmarthen              |
| Carmarthen Rural District      | Carmarthen              |
| Cwmamman Urban District        | Dinefwr                 |
| Kidwelly Borough               | Llanelli                |
| Llandeilo Rural District       | Dinefwr                 |
| Llandeilo Urban District       | Dinefwr                 |
| Llandovery Borough             | Dinefwr                 |
| Llanelli Borough               | Llanelli                |
| Llanelli Rural District        | Llanelli                |
| Newcastle Emlyn Rural District | Carmarthen              |
| Newcastle Emlyn Urban District | Carmarthen              |

## Denbighshire
| Distretto                 | Ripartizione Successiva |
| ------------------------- | ----------------------- |
| Abergele Urban District   | Colwyn                  |
| Aled Rural District       | Colwyn, Aberconwy       |
| Ceiriog Rural District    | Glyndwr                 |
| Colwyn Bay Borough        | Colwyn                  |
| Denbigh Borough           | Glyndwr                 |
| Hiraethog Rural District  | Aberconwy, Colwyn       |
| Llangollen Urban District | Glyndwr                 |
| Llanrwst Urban District   | Aberconwy               |
| Ruthin Borough            | Glyndwr                 |
| Ruthin Rural District     | Glyndwr                 |
| Wrexham Borough           | Wrexham Maelor          |
| Wrexham Rural District    | Wrexham Maelor, Glyndwr |

## Flintshire
| Distretto                       | Ripartizione Successiva          |
| ------------------------------- | -------------------------------- |
| Buckley Urban District          | Alyn and Deeside                 |
| Connah's Quay Urban District    | Alyn and Deeside                 |
| Flint Borough                   | Delyn                            |
| Hawarden Rural District         | Wrexham Maelor, Alyn and Deeside |
| Holywell Rural District         | Delyn                            |
| Holywell Urban District         | Delyn                            |
| Maelor Rural District           | Wrexham Maelor                   |
| Mold Urban District             | Delyn                            |
| Prestatyn Urban District        | Rhuddlan                         |
| Rhyl Urban District             | Rhuddlan                         |
| St Asaph (Flint) Rural District | Rhuddlan                         |

## Glamorgan (Glamorganshire)
| Distretto                                      | Ripartizione Successiva                              |
| ---------------------------------------------- | ---------------------------------------------------- |
| Aberdare Urban District                        | Cynon Valley                                         |
| Barry Borough                                  | Vale of Glamorgan                                    |
| Bridgend Urban District                        | Ogwr                                                 |
| Caerphilly Urban District                      | Rhymney Valley, Taff-Ely                             |
| Cardiff Rural District                         | Vale of Glamorgan, Cardiff, Rhymney Valley, Taff-Ely |
| Cowbridge Borough                              | Vale of Glamorgan                                    |
| Cowbridge Rural District                       | Taff-Ely, Vale of Glamorgan                          |
| Gelligaer Urban District                       | Rhymney Valley, Merthyr Tydfil                       |
| Glyncorrwg Urban District                      | Port Talbot                                          |
| Gower Rural District                           | Swansea                                              |
| Llantrisant and Llantwit Fardre Rural District | Taff-Ely                                             |
| Llwchwr Urban District                         | Lliw Valley                                          |
| Maesteg Urban District                         | Ogwr                                                 |
| Mountain Ash Urban District                    | Cynon Valley                                         |
| Neath Borough                                  | Neath                                                |
| Neath Rural District                           | Neath, Cynon Valley                                  |
| Ogmore and Garw Urban District                 | Ogwr                                                 |
| Penarth Urban District                         | Vale of Glamorgan                                    |
| Penybont Rural District                        | Ogwr                                                 |
| Pontardawe Rural District                      | Lliw Valley                                          |
| Pontypridd Urban District                      | Taff-Ely                                             |
| Port Talbot Borough                            | Port Talbot                                          |
| Porthcawl Urban District                       | Ogwr                                                 |
| Rhondda Borough                                | Rhondda                                              |

Cardiff, Merthyr Tydfil e Swansea erano città borghi di contea.

## Meirionnydd (Merionethshire)
| Distretto                 | Ripartizione Successiva |
| ------------------------- | ----------------------- |
| Bala Urban District       | Meirionnydd             |
| Barmouth Urban District   | Meirionnydd             |
| Deudraeth Rural District  | Meirionnydd             |
| Dolgellau Rural District  | Meirionnydd             |
| Dolgellau Urban District  | Meirionnydd             |
| Edeyrnion Rural District  | Glyndwr                 |
| Ffestiniog Urban District | Meirionnydd             |
| Penllyn Rural District    | Meirionnydd             |
| Tywyn Urban District      | Meirionnydd             |

## Monmouthshire
| Distretto                           | Ripartizione Successiva   |
| ----------------------------------- | ------------------------- |
| Abercarn Urban District             | Islwyn                    |
| Abergavenny Borough                 | Monmouth                  |
| Abergavenny Rural District          | Monmouth                  |
| Abertillery Urban District          | Blaenau Gwent             |
| Bedwas and Machen Urban District    | Rhymney Valley            |
| Bedwellty Urban District            | Islwyn, Rhymney Valley    |
| Blaenavon Urban District            | Torfaen                   |
| Caerleon Urban District             | Newport                   |
| Chepstow Rural District             | Monmouth                  |
| Chepstow Urban District             | Monmouth                  |
| Cwmbran Urban District              | Torfaen                   |
| Ebbw Vale Urban District            | Blaenau Gwent             |
| Magor and St Mellons Rural District | Cardiff, Newport, Torfaen |
| Monmouth Borough                    | Monmouth                  |
| Monmouth Rural District             | Monmouth                  |
| Mynyddislwyn Urban District         | Islwyn                    |
| Nantyglo and Blaina Urban District  | Blaenau Gwent             |
| Pontypool Rural District            | Torfaen, Monmouth         |
| Pontypool Urban District            | Torfaen                   |
| Rhymney Urban District              | Rhymney Valley            |
| Risca Urban District                | Islwyn                    |
| Tredegar Urban District             | Blaenau Gwent             |
| Usk Urban District                  | Monmouth                  |

Newport era una città borgo di contea.

## Montgomeryshire
| Distretto                                 | Ripartizione Successiva |
| ----------------------------------------- | ----------------------- |
| Forden Rural District                     | Montgomery              |
| Llanfyllin Borough                        | Montgomery              |
| Llanfyllin Rural District                 | Montgomery              |
| Llanidloes Borough                        | Montgomery              |
| Machynlleth Rural District                | Montgomery              |
| Machynlleth Urban District                | Montgomery              |
| Montgomery Borough                        | Montgomery              |
| Newtown and Llanidloes Rural District     | Montgomery              |
| Newtown and Llanllwchaiarn Urban District | Montgomery              |
| Welshpool Borough                         | Montgomery              |

## Pembrokeshire
| Distretto                             | Ripartizione Successiva |
| ------------------------------------- | ----------------------- |
| Cemaes Rural District                 | Preseli                 |
| Fishguard and Goodwick Urban District | Preseli                 |
| Haverfordwest Borough                 | Preseli                 |
| Haverfordwest Rural District          | Preseli                 |
| Milford Haven Urban District          | Preseli                 |
| Narberth Rural District               | South Pembrokeshire     |
| Narberth Urban District               | South Pembrokeshire     |
| Neyland Urban District                | Preseli                 |
| Pembroke Borough                      | South Pembrokeshire     |
| Pembroke Rural District               | South Pembrokeshire     |
| Tenby Borough                         | South Pembrokeshire     |

## Radnorshire
| Distretto                        | Ripartizione Successiva |
| -------------------------------- | ----------------------- |
| Colwyn Rural District            | Radnor                  |
| Knighton Rural District          | Radnor                  |
| Knighton Urban District          | Radnor                  |
| Llandrindod Wells Urban District | Radnor                  |
| New Radnor Rural District        | Radnor                  |
| Painscastle Rural District       | Radnor                  |
| Presteigne Urban District        | Radnor                  |
| Rhayader Rural District          | Radnor                  |